# 心音 (アルバム)
『心音』（ココロネ）は、KKの1枚目のオリジナルアルバムである。2014年9月10日にリリースされた。

## 概要
- KKのメジャーデビューアルバム。
- 収録曲の一部はニコニコ動画に投稿されている。
- DISC 02のメイキング映像は顔出しである。

## 収録曲

### DISC 01
1. 心根
  - テレビ朝日「ポータル ANNニュース&スポーツ」エンディングテーマ。
2. アマテラス
  - YouTube・ニコニコ動画にてMVが公開されている。
3. Velvet tread
  - YouTube・ニコニコ動画にてMVが公開されている。
4. 自傷無色
5. Solitary Habitat
6. 林檎売りの泡沫少女
7. HEAVEN
8. それがあなたの幸せとしても
9. 零
10. いかないで
11. ペイサージュ
12. World on Color
13. Starduster
14. ぼくだけのスタンドバイミー
15. Survey Ship
16. 心音

### DISC 02
初回限定版のみ
1. アマテラス MUSIC VIDEO
2. ぼくだけのスタンドバイミー MUSIC VIDEO
3. 心音制作メイキング映像

## 演奏
- 石本大介：Acoustic Guitar Arrangement (#1.12.16)
- マタノナオヤ (ROZEO EMBLEM)：Drums (#1.7.16)
- 針原翼 (ROZEO EMBLEM)：Sound Produce, Guitar (#7)
- 原島直輝 (ROZEO EMBLEM)：Guitar (#7)
- 國友晃司 (ROZEO EMBLEM)：Bass (#1.2.7.14.16)
- Crowcat (KK, Katsuya)：Guitars, Programming, Arrangement (#12)
- Katsuya：Acoustic Guitar (#15)